# Oxylamia fulvaster
Oxylamia fulvaster là một loài bọ cánh cứng trong họ Cerambycidae.